# カシム・エル・ジルバ
カシム・エル・ジルバ(Khashm el-Girba)はスーダン北東部カッサラ州のアトバラ川沿いにある町。カシム・エル・ジルバ・ダムが町の約4 km (2 mi)南にある。人口は42,900人（2008年国勢調査）。

## 交通

### 空港
カシム・エル・ジルバ空港が所在している。